# Partit Comunista Revolucionari de França
El Partit Comunista Revolucionari de França (en francès: Parti communiste révolutionnaire de France, abreujat PCRF) és un partit marxista-leninista fundat el 2016. Membre d'Acció Comunista Europea.

## Història
El PCRF va sorgir dels sectors que s'oposaven als canvis ideològics en el PCF durant la dècada de 1990. En aquest sentit, es va crear al 1991 la Coordinació Comunista per la Continuïtat Revolucionària i el Renaixement Leninista del PCF (CC/PCF), inicialment com a corrent dins del partit. Pocs anys després es va acabar dividint en diverses faccions, en mig d'una eclosió de nuclis comunistes descontents amb el PCF: la mateixa Coordinació Comunista esdevindria anys més tard la Unió dels Comunistes Revolucionaris de França (URCF), l'organització Comunistes, i la "Federació Nacional d'Associacions per al Renaixement Comunista" (FNARC), que acabaria formant el Pol del Renaixement Comunista a França.
L'organització Comunistes, liderat per Rolande Perlican, i la Unió dels Comunistes Revolucionaris de França (URCF) van decidir unificar les seves forces formant al 2015 el nou Partit Revolucionari - Comunistes. Malgrat el procés es va enterbolir, la majoria dels militants van formar finalment l'actual Partit Comunista Revolucionari de França, mentre una minoria va mantenir-se en el PR-C.
A nivell electoral, han presentat candidats a l'Assemblea Nacional en 2017 i 2020, amb resultats molt minoritaris.
Al 2023 van donar suport tant al Moviment social contra la reforma de les pensions, com a les protestes per la mort del jove Nahel Merzouk.